# Frits Ørskov
Frits Ørskov (* 20. Januar 1922 in Frederiksborg Amt; † 29. Juli 2015) war ein dänischer Mikrobiologe.

## Leben
Er war der Sohn des Direktors beim dänischen Seruminstitut, Jeppe Ørskov (1892–1977). Er studierte Medizin und promovierte in Kopenhagen. 1948 heiratete er seine Kommilitonin Ida Ørskov, mit der er zwei Kinder hatte und mit der er in der Folge eng beruflich zusammenarbeitete. Beide leiteten in Kopenhagen ein Zentrum zur Erforschung von (pathogenen) Enterobakterien wie Kolibakterien am staatlichen Seruminstitut in Kopenhagen.
1990 erhielt er mit Ida Ørskov den Paul-Ehrlich-und-Ludwig-Darmstaedter-Preis.